# Булгаков, Айтакын Мухамедиулы
Айтакын Булгаков (род. 19 февраль 1960, Ушарал, Талдыкорганская область) — народный поэт Казахстана, известный айтыскер (поэт-импровизатор), композитор. Выходец жуз рода Суан Старшего жуза.

## Биография
Имя Айтакын состоит из двух слов Айт(говори) и Акын.
В 1990-1996 работал в обществе казахского языка Талдыкорганской области, в языковом комитете, в 1996-1997 в Талдыкорганской областной телерадиокомпании.
Айтыскер первый раз принимал участие в айтысе «Воздушная волна», организованном Казах Радио программой «Огонёк» в 1986 году.
На сегодняшний день он принял участие примерно в 200 национальных и международных конкурсах.

## Награды
- 2001 году занял первое место в республиканских айтысах, посвященных 10-летию Независимости Казахстана в Семипалатинске
- 2002 году 270-летию Битвы под Аныракаем занял первое место.